# 부평동중학교 축구부
부평동중학교 축구부는 인천광역시에 위치한 부평동중학교의 축구부이다. 부평동중학교가 운영하는 축구부로 1979년에 창단해 이근호, 이천수, 김남일 선수들과 같은 축구 선수들을 배출해왔다.

## 같이 보기
- 부평동중학교

## 참고 자료
즐기는 축구를 강조한 부평동중 신호철 감독